# Ливињо
Ливињо (итал. Livigno, на месном говору Livígn) градић је у северној Италији. Град се налази у оквиру округа Сондрио у оквиру италијанске покрајине Ломбардија.
Ливињо је данас познат као прворазредно зимско туристичко одредиште на италијанским Алпима. 

## Природне одлике
Град Ливињо се налази у крајње северном делу Ломбардије, дубоко у Алпима. Град се налази у алпском подручју, на 180 км северно од Милана. Град се налази у алпској долини близу швајцарске границе, на преко 1.800 m надморске висине.

## Становништво
Према резултатима пописа становништва 2011. у општини је живело 5.976 становника.
| 1931. | 1936. | 1951. | 1961. | 1971. | 1981. | 1991. | 2001. | 2011. |
| ----- | ----- | ----- | ----- | ----- | ----- | ----- | ----- | ----- |
| 1.326 | 1.503 | 1.714 | 2.032 | 2.737 | 3.396 | 4.200 | 5.069 | 5.976 |

Ливињо данас има преко 6.000 становника, махом Италијана. Током протеклих деценија у град се доселило много досељеника из иностранства, највише са Балкана.

## Привреда
Последњих деценија Ливињо, као високо положен град окружен Алпима, све више постаје туристичко одредиште, посебно зими.

## Галерија
- Главна улица у Ливињу
- Скијалишка зона